# Camponotus autrani
Camponotus autrani är en myrart som beskrevs av Auguste-Henri Forel 1886. Camponotus autrani ingår i släktet hästmyror, och familjen myror. Inga underarter finns listade.